# بیماری منتهی به مرگ
بیماری تا پای مرگ (دانمارکی: Sygdommen til Døden) کتابی است که توسط فیلسوف دانمارکی سورن کی‌یرکگور در سال ۱۸۴۹ با نام مستعار آنتی-کلیماکوس نوشته شده‌است. این کتاب اثری از اگزیستانسیالیسم مسیحی است، این کتاب در مورد بحران وجودی است که کی‌یرکگور آن را با مفهوم گناه در مسیحیت یکی می‌داند و آن را «گناه ناامیدی» می‌نامد. والتر لوری نوشت که او مضامین موجود در «بیماری تا پای مرگ» را تکرار مضامین موجود در اثر قبلی کی یرکگور، ترس و لرز و حتی بیشتر با موضوعاتی که در «مفهوم اضطراب» مرتبط است، می‌داند. کی یرکگور از دو نام مستعار برای اهداف متضاد استفاده کرد: «یوهانس کلیماکوس» نشان می‌دهد که او یک مسیحی نیست، در حالی که «آنتی-کلیماکوس» نشان می‌دهد که او یک مسیحی خارق‌العاده است.

## خلاصه
آنتی-کلیماکوس این کتاب را با اشاره به عبارتی در انجیل یوحنا، ۱۱:۴ معرفی می‌کند: «این بیماری تا سر حد مرگ نیست.» این عبارت در روایت یوحنا از داستان ایلعازر آمده‌است، که در آن عیسی مردی را از مردگان زنده می‌کند. با این حال، آنتی-کلیماکوس این سؤال را مطرح می‌کند: آیا این گفته هنوز درست نخواهد بود حتی اگر عیسی ایلعازار را که از مردگان بود، زنده نکرده باشد؟ در حالی که تصور انسان از مرگ این است که مرگ پایان زندگی است، تصور مسیحی از مرگ این است که این مرگ صرفاً توقفی در مسیر زندگی ابدی است و بنابراین هیچ ترسی از آن وجود ندارد. بلکه این ناتوانی در مردن است که باید از آن ترسید. به گفته آنتی کلیماکوس، «بیماری تا مرگ» واقعی، مرگ جسمانی نیست، بلکه ناامیدی است – نوعی مرگ روحانی، که از نپذیرفتن خود ناشی می‌شود.
به عقیده کی یرکگارد، اگر فردی خود را با خدا یا با برنامه خدا همسو نکند، «در ناامیدی» است. به این ترتیب او خود را از دست می‌دهد.

## نقد
آنچه که کارل یاسپرس دربارهٔ فریدریش نیچه نوشت را می‌توان کاملاً برای «بیماری تا پای مرگ» ِ کی‌یرکگور به کار بست:
«او به ما راهی را نشان نمی‌دهد، او ایمانی را تعلیم نمی‌دهد، او جایی برای ایستادن در اختیار ما نمی‌نهد. او به جای اینکه آرامش ببخشد، بی‌وقفه عذابمان می‌دهد، در هر کنج خلوتی پیدایمان می‌کند، و هرگونه پنهانکاری را ممنوع می‌گرداند. دقیقاً با غرق کردن ما در پوچی است که او می‌خواهد برای ما بیکرانگی فضا را بیافریند. دقیقاً با نشان دادن جهان بی‌انتها، می‌خواهد ما را در درکِ زمینی که از آن برخاستیم توانا سازد.»